# Colpo di frusta
Il colpo di frusta è un evento traumatico che si verifica per lo più a seguito di incidenti stradali, tipicamente tamponamenti anteroposteriori, in cui il corpo del paziente viene spinto in avanti dall'urto e il collo risulta stirato a seguito dell'inerzia del cranio. Esso è quindi dovuto a una forte sollecitazione delle strutture vertebrali, legamentose e muscolari del collo, causata dal contraccolpo e può dare origine a conseguenze patologiche come contratture dei muscoli paravertebrali, riduzione della lordosi fisiologica del tratto cervicale, schiacciamento o frattura delle vertebre cervicali.
Gli esiti patologici del colpo di frusta sono quasi sempre completamente reversibili in tempi brevi e solo in rari casi il colpo subito può procurare danni permanenti. È tuttavia innegabile che la manifestazione clinica del colpo di frusta possa protrarsi nel tempo, dando vita a quadri cronici di durata superiore ai 6 mesi (chronic whiplash) di cui esiste correlazione documentata con altre problematiche a carattere degenerativo-ortopedico del rachide. Sembra inoltre che le donne soffrano in modo maggiore questo tipo di evento traumatico.
Nonostante questo, la facilità di simulazione dei sintomi (c.d. patomimia) porta i sinistrati a comportamenti frodatori: in alcune situazioni nazionali, come quella italiana, le truffe assicurative connesse alla simulazione del colpo di frusta raggiungono effetti economici definiti "devastanti" sui costi del sistema assicurativo e sull'ingombro dei relativi contenziosi sul sistema giudiziario civile.
Nella letteratura medica anglosassone la terminologia distingue il semplice movimento articolare, privo di connotazioni patologiche (indicato con il termine tecnico whiplash), dagli eventuali effetti lesivi associati al colpo di frusta, indicati, nel loro complesso, con l'espressione medica whiplash associated disorders (WAD) o whiplash injury, cioè "disturbi associati al colpo di frusta" o "infortunio da colpo di frusta".

## Epidemiologia e patogenesi
Nei casi in cui il colpo di frusta ha causato degli esiti, si tratta normalmente di lesioni che, come dimostrato da uno studio scientifico, regrediscono completamente nell'80-90 per cento dei casi ed entro un periodo che va da pochi mesi fino a un anno, senza lasciare danni permanenti. Un'altissima percentuale di casi si risolve completamente in tempi ancor più brevi: a esempio, i traumi acuti minori del collo che hanno richiesto l'intervento del pronto soccorso si risolvono, per il 75% dei casi, entro 6-8 settimane, considerato il lasso di tempo in cui tali casi giungono a completa guarigione, con remissione completa dei sintomi.

### Soglia di invulnerabilità

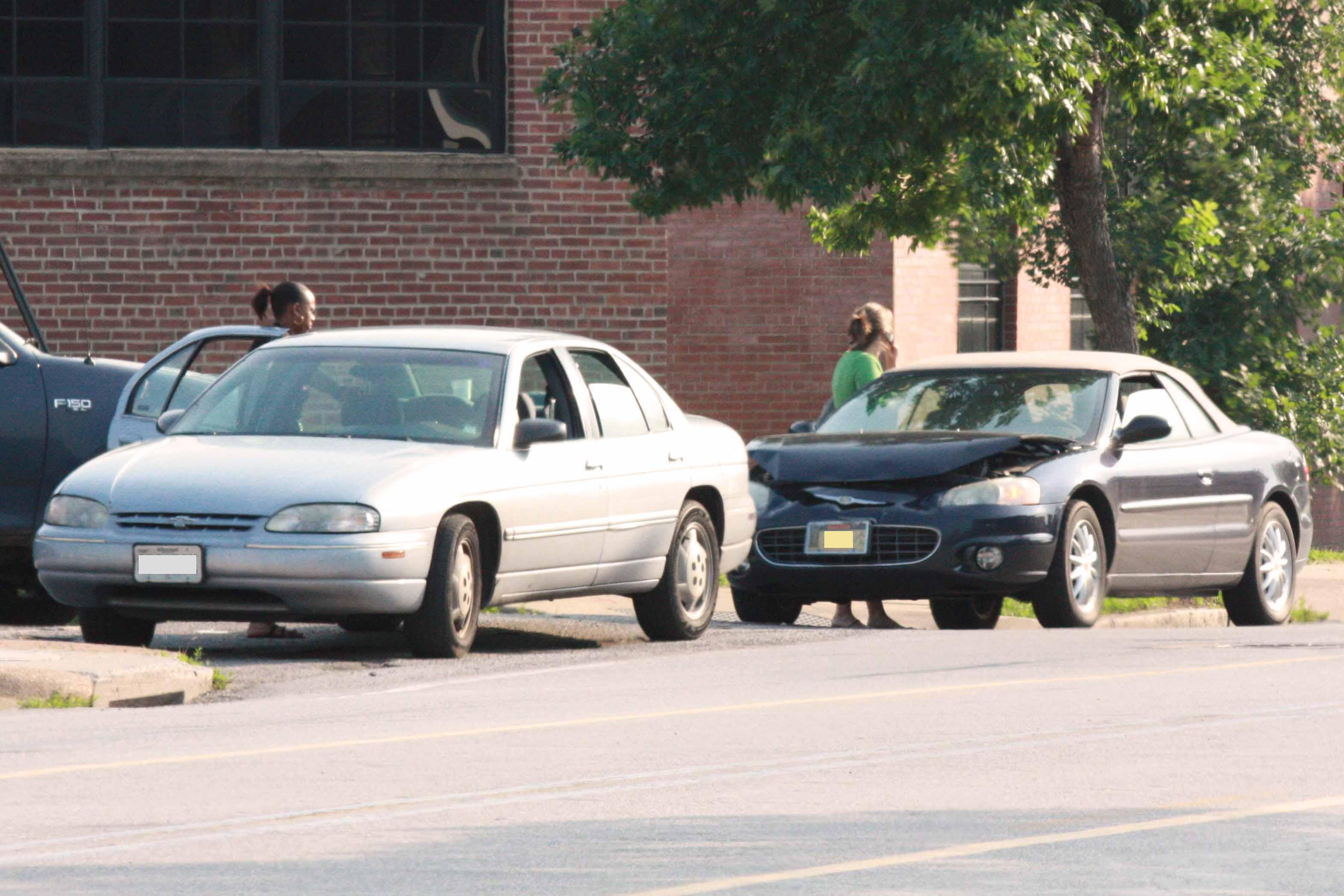
Tamponamento antero-posteriore tra due autovetture.

Riguardo all'incidenza epidemiologica di tali esiti in conseguenza di lievi incidenti stradali, è stato dimostrato che in seguito a tamponamenti antero-posteriori in cui la velocità del veicolo che segue sia superiore a quella del veicolo che precede di soli 10–15 km/h (ad esempio, il veicolo A, che procede a 120 km/h, viene tamponato dal veicolo B che procede a 130/135 km/h) il rischio di manifestare esiti dall'urto è minimo. Mancando il nesso causale, si parla, in questo caso, di "soglia di invulnerabilità". In ogni caso, oltre i 30 km/h di differenza di velocità tra i due veicoli, più del 50% delle persone riscontra problemi almeno acuti correlati al colpo di frusta.
Inoltre, è completamente escluso che un danno da colpo di frusta possa essere causato da incidenti diversi dal tamponamento, come, ad esempio, l'impatto laterale tra due veicoli, o l'investimento, a meno che, in quest'ultimo caso, non vi sia stato un impatto violento del massiccio facciale contro il suolo.

### Incidenza epidemiologica e simulazione dei danni permanenti
I dati di incidenza di danni permanenti da "colpo di frusta" rilevati a seguito di incidente stradale, mostrano dati molto difformi nei vari contesti nazionali. Questa variabilità sembra essere anche condizionata dalle maggiore o minore praticabilità, da parte del sinistrato, di un'azione di risarcimento del danno. La simulazione dei sintomi e degli esiti patologici è stata dimostrata, ad esempio, da uno studio meta-analitico statunitense pubblicato nel 1996. La ricerca, condotta su 2 353 pazienti da 18 gruppi di studio, ha rilevato l'esistenza di una correlazione tra la prospettiva di ottenere indennizzi economici e la persistenza dei postumi e la gravità dei danni lamentati dai traumatizzati: pazienti con danni traumatici lievi, ma oggetto di un possibile indennizzo, mostravano condizioni peggiori di pazienti con danni di maggior gravità accertata, per i quali, invece, non esistevano prospettive di possibili indennizzi.
La variabilità dell'incidenza si manifesta anche nella situazione europea. A titolo di esempio, la percentuale di sinistri con danni da colpo di frusta si mantiene su livelli molto bassi in alcune situazioni nazionali, soprattutto nel Nord Europa, con il 4,8% per i guidatori danesi, il 5% per i norvegesi, il 6% per i francesi. Più alte percentuali di incidenza di effetti permanenti, si realizzano in Spagna (15%), Paesi Bassi (35%) e Germania (40%).
Ben diverse sono, invece, i numeri con cui si trova a far fronte la pratica assicurativa e forense italiana: le situazioni che si registrano hanno dato luogo al fenomeno, tipicamente italiano, dell'altissima incidenza di danni permanenti da "colpo di frusta" a seguito di incidente stradale. Si tratta di un fenomeno, quello italiano, il cui "devastante" impatto, dal punto di vista epidemiologico, non è giustificato dai dati scientifici e non trova alcun riscontro in altri paesi europei, in situazioni di mobilità paragonabili a quelle italiane. Si calcola, infatti, in Italia, che ben il 56% dei sinistrati riporta danni permanenti da colpo di frusta, una percentuale che si attesta, quindi, su livelli significativamente superiori a quelli registrabili nel resto dell'Europa.
La distrazione del rachide cervicale in conseguenza di colpo di frusta è il microtrauma che domina ampiamente le statistiche italiane delle domande di risarcimento da incidenti stradali, con una percentuale valutata dall'ANIA nella misura del 73% di tutte le microlesioni che danno luogo a indennizzi assicurativi. Ma l'occorrenza del colpo di frusta, in Italia, è frequentissima anche in altri campi dell'infortunistica, come è il caso delle cadute per inciampo sui marciapiedi pubblici (che può causare danni al rachide solo in casi eccezionali di impatto del volto al terreno), fino a dinamiche ancora più fantasiose e improbabili, come l'impatto sul collo di una pallina da golf. Un'analisi empirica dei dati provenienti dagli archivi del Tribunale di Roma, ha messo in rilievo che il colpo di frusta, preso da solo, costituisce la causa del 38% dei procedimenti per "danno alla salute" intentati tra il 1993 e il 1998 (la percentuale appare più che dimezzata nel periodo successivo, probabilmente in virtù dell'avvenuto passaggio delle decisioni di merito nell'ambito della sfera di competenza decisionale del giudice di pace).
Il caso dell'abnorme incidenza italiana dei danni da colpo di frusta è l'effetto di un diffuso "malcostume" che trova la sua origine della simulazione di malattie (patomimia), o nella esagerazione dei micro-danni permanenti, espedienti comportamentali che trovano un fertile terreno di coltura nell'universo delle microlesioni (come quelle del rachide), le uniche facilmente simulabili, grazie alla "pochezza dei postumi" e alla "loro natura talvolta asintomatica". I comportamenti simulatori danno luogo a condotte penalmente rilevanti, che ricadono nella fattispecie della truffa e della frode assicurativa.

## Prevenzione

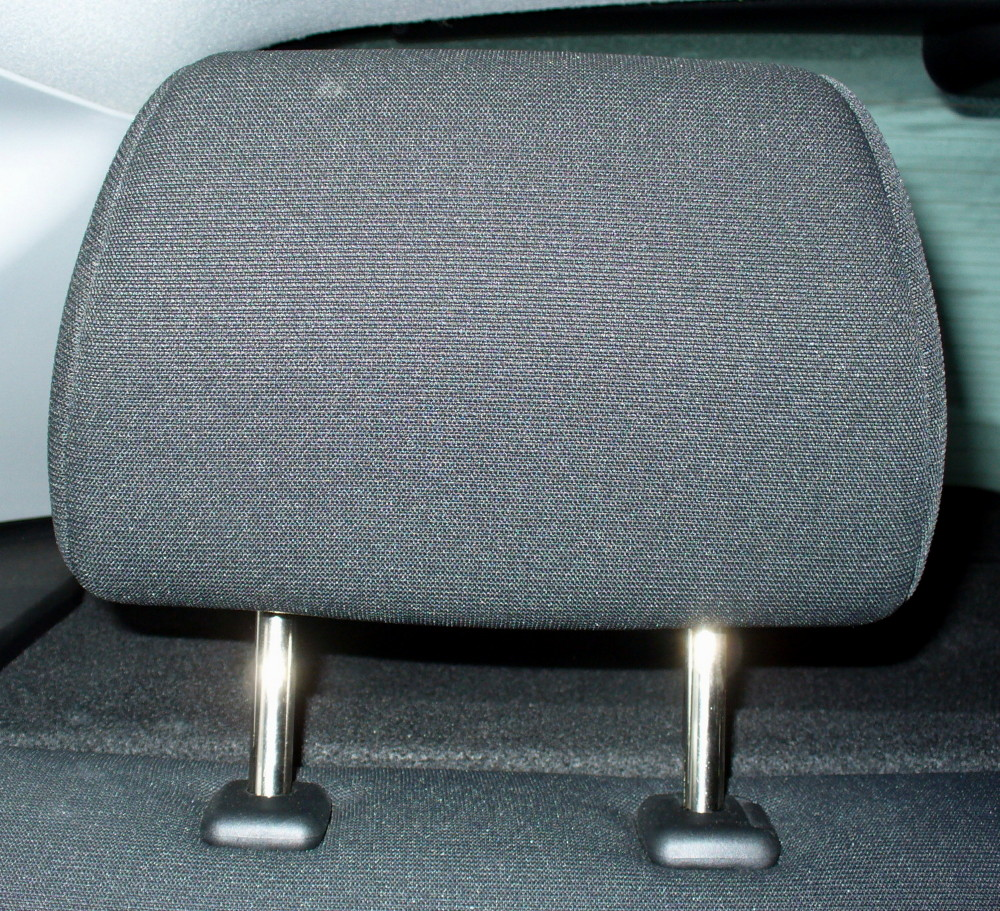
Poggiatesta regolabile installato sul sedile posteriore di un'autovettura, efficace mezzo di protezione passiva, se correttamente posizionato in altezza

I danni da colpo di frusta possono essere oggetto di prevenzione, mediante l'adozione di appositi sistemi di protezione, che possono avere natura attiva o passiva.

### Poggiatesta
Il principale strumento passivo di prevenzione e riduzione del danno, per i traumi cervicali derivanti dalla circolazione stradale, è costituito dal poggiatesta, un dispositivo posto sulla sommità della spalliera dei sedili. Per un'effettiva protezione, il poggiatesta deve essere presente e utilizzato anche sui sedili posteriori, anche se occupati meno di frequente rispetto a quelli anteriori per guidatore e passeggeri.
Ai fini di una reale efficacia della protezione passiva offerta, è importante che il poggiatesta sia del tipo regolabile in altezza, in modo da potersi adattare alle caratteristiche fisiche del passeggero. Perché la protezione sia effettiva, occorre che la regolazione dell'altezza del dispositivo in base a quella dell'occupante avvenga ogni qualvolta un soggetto prende posto nell'abitacolo dell'autoveicolo.

### Altri sistemi di protezione
Al fine di migliorare la prevenzione dell'incidenza di danni da trauma al rachide cervicale, esistono poi dei sistemi più complessi che integrano la protezione passiva offerta del poggiatesta con l'intervento di accorgimenti attivi: un esempio è dato dall'adozione del sistema WHIPS (Whiplash Protection System), elaborato e messo a punto dalla casa automobilistica Volvo negli anni ottanta del XX secolo.
Nel caso delle competizioni automobilistiche, possono essere adottati accorgimenti di protezione più ingombranti e invasivi, come il Sistema HANS, che incidono molto sul comfort ma sono in grado, però, di garantire protezione nelle situazioni estreme che possono verificarsi in tali situazioni di guida.

### Test di valutazione
Il programma europeo di valutazione della sicurezza dei modelli di automobili posti in commercio (Euro NCAP - European New Car Assessment Programme), prevede un apposito test di valutazione, espresso in punti, per i danni da colpo di frusta dovuto a un tamponamento posteriore: introdotto in via sperimentale negli ultimi test di novembre 2008, è entrato ufficialmente in vigore dal 1º gennaio 2009.